# Nahannagnostus
A Nahannagnostus a háromkaréjú ősrákok (Trilobita) osztályának az Agnostida rendjéhez, ezen belül az Agnostina alrendjéhez és a Diplagnostidae családjához tartozó nem.

## Rendszerezés
A nembe az alábbi fajok tartoznak:
- Nahannagnostus logani
- Nahannagnostus nganasanicus